# Großer Wannsee
Der Große Wannsee (alter Name: Wannensee, Abkürzung: GWS) ist eine Bucht der Havel in Berlin. Er gehört zur Kladower Seestrecke, die sich zwölf Kilometer lang von der Spandauer Ortslage Pichelsdorf bis zum Meedehorn bei Potsdam-Sacrow erstreckt, begrenzt von typisch flussförmigen Havelabschnitten flussaufwärts (von der Zitadelle Spandau bis zum Pichelsdorfer Gemünd) und der Havelenge bei Sacrow flussabwärts. Die Abgrenzung des Großen Wannsees von der Kladower Seestrecke ist eine gedachte Linie von der Schwanenwerderbrücke (landseits) im Osten zum Großen Tiefehorn im Westen.

## Lage
Der Große Wannsee liegt im Ortsteil Wannsee des südwestlichen Berliner Bezirks Steglitz-Zehlendorf und ist zugleich Namensgeber. Der Große Wannsee (alter Name: Wannensee; Abkürzung: GWS) ist hydrologisch betrachtet eine Bucht der Havel in Berlin. Er gehört zu der Kladower Seestrecke, die sich zwölf Kilometer lang von der Spandauer Ortslage Pichelsdorf bis zum Meedehorn bei Potsdam-Sacrow erstreckt, begrenzt von typisch flussförmigen Havelabschnitten flussaufwärts (von der Zitadelle Spandau bis zum Pichelsdorfer Gemünd) und der Havelenge bei Sacrow flussabwärts. Der verkürzte Name Wannsee bezieht sich immer auf den Großen Wannsee, nicht auf den Kleinen Wannsee, den in Stromrichtung letzten See des Griebnitzkanals, der unter der Wannseebrücke hindurch in den Großen Wannsee einmündet. Mit einer Länge von 2,53 Kilometern gehört der Wannsee als Wasserstraßenklasse IV zur Bundeswasserstraße Untere Havel-Wasserstraße, für die das Wasserstraßen- und Schifffahrtsamt Spree-Havel zuständig ist.
Havel, Großer Wannsee, Griebnitzkanal, Pohlesee, Stölpchensee, Griebnitzsee und die Glienicker Lake umschließen den inselartigen Berliner Ortsteil Wannsee, der westlich des Großen Wannsees liegt. Nördlich liegt in der Havel die Insel Schwanenwerder und etwa einen Kilometer westlich liegt flussabwärts in der Havel die Pfaueninsel.
Das Strandbad Wannsee liegt am nördlichen Abschnitt des Ostufers und damit nicht im Ortsteil Wannsee, sondern im Ortsteil Nikolassee. Angrenzend an den Wannsee liegen die ehemaligen Villenkolonien Wannsee und Alsen. Am See liegt auch die nach ihm benannte Straße Am Großen Wannsee.

## Geschichte
Historische Erwähnungen des Sees sind unter anderem aus den Jahren 1382 als Wansa und 1591 (Wanse) bekannt. Der Name ist slawischen Ursprungs und bedeutet ‚Natternsee‘.
Ende des 19. und Anfang des 20. Jahrhunderts gewann der Wannsee zunehmend Bedeutung als Ausflugsziel und als mondäne Wohnadresse für finanzkräftiges Bürgertum. Es entstanden die Villenkolonien Alsen und Wannsee.
Durch die gute Bahnanbindung (Wannseebahn, 1874, heute: S-Bahn-Linie S1) wurde der See auch zu einer beliebten Badestelle der Berliner innerstädtischen Bevölkerung, insbesondere das 1907 eröffnete Strandbad Wannsee und hatte einen besonderen Status für die Berliner. 1951 sang Cornelia Froboess:
Pack die Badehose ein, nimm dein kleines Schwesterlein

und dann nischt wie raus nach Wannsee.

Ja, wir radeln wie der Wind, durch den Grunewald geschwind

und dann sind wir bald am Wannsee.
Seit 1920 liegt der Wannsee durch Eingemeindung und Bildung Groß-Berlins im Berliner Stadtgebiet nahe der Stadtgrenze. An der naturnahen und mondänen Atmosphäre änderte das aber zunächst nichts. Nach dem Zweiten Weltkrieg wandelten sich die angrenzenden Wohnlagen von reinen Villenkolonien zu durchmischteren Wohnlagen. Der Wannsee lag nun im Amerikanischen Sektor und somit bis 1990 in West-Berlin.
Naturgemäß kam dem Wannsee als innerstädtischem Naherholungsgebiet in dem zwischen 1961 und 1989 eingemauerten West-Berlin besondere Bedeutung zu. Mit seinem langgestreckten und unter Denkmalschutz stehenden Gebäudetrakt und seinem FKK-Bereich war das Strandbad Wannsee bis zum Mauerfall das beliebteste sommerliche Wochenend-Ausflugsziel der Bevölkerung West-Berlins.
Als Ausflugsziel hat der Wannsee auch durch die Personenschifffahrt Bedeutung. Es gibt Fahrten auf dem See und entlang der Havel oder des Griebnitzkanals nach Potsdam, Werder oder Tegel. Die Anlegestelle befindet sich am Südende des Sees unweit der Wannseebrücke und des S-Bahnhofs Wannsee. Dort legt auch die Fährlinie F10 nach Kladow am gegenüberliegenden Ufer der Havel an.
In der Villa Marlier am Westufer des Großen Wannsees fand am 20. Januar 1942 eine geheime Besprechung hochrangiger Vertreter von nationalsozialistischen Reichsbehörden und Parteidienststellen statt, bei der Einzelheiten der bereits beschlossenen „Endlösung der Judenfrage“ besprochen wurden. Dieses Treffen wurde später als „Wannseekonferenz“ bekannt; die Villa ist heute eine Gedenk- und Ausstellungsstätte.

## Sport
Auf dem Wannsee betreiben eine Reihe von dort ansässigen Sportvereinen das Segeln, beispielsweise im Verein Seglerhaus am Wannsee, das Rudern, beispielsweise im Ruderklub am Wannsee, oder das Windsurfen.